# William Lauderdale
William Lauderdale (? – 11 mai 1838) était un officier de l'armée américaine et donna son nom au Fort Lauderdale, en Floride.

## Biographie
William Lauderdale est né en Virginie entre 1780 et 1785 et il est le fils d'une grande famille du comté de Sumner. Lauderdale possédait une plantation de Goose Creek à Hartsville
En 1812, Lauderdale premier servi comme lieutenant sous Andrew Jackson dans le Tennessee Volunteers envoyé à la Nouvelle-Orléans. Bien que les troupes avaient été libérées avant qu'il puisse avoir vu le combat, cette expérience permet à Lauderdale de devenir un membre du cercle intime de Jackson.
Plus tard, il fut de nouveau en service lors de la guerre Creek. Il fut quartier-maître sous Jackson pendant cette guerre où il aboutit à la bataille de la Nouvelle-Orléans en 1815. Son frère, James Lauderdale, pour qui le comté de Lauderdale est nommé, fut le plus haut gradé du Tennessee tué dans ce conflit.
En 1836, sous recommandation de Jackson, Lauderdale reprit les armes en tant que major pendant la seconde guerre séminole. À l'automne 1837, Lauderdale forma un bataillon de volontaires provenant du Tennessee. En 1838, ils établirent un fort sur la New River nommé Fort Lauderdale. Ceci permit aux USA d'émettre des revendications concernant le territoire à l'extrême sud de la Floride dans cette ère d'expansion. Le 7 avril 1838, le bataillon fut dissous et les volontaires rentrèrent chez eux. La santé de Lauderdale était devenue fragile. Malade, il fut transporté vers Bâton rouge. Fiévreux, Lauderdale décéda d'une maladie pulmonaire le 11 mai 1838.